# Standard Operating Procedure
Pour plus de détails, voir Fiche technique et Distribution.
Standard Operating Procedure est un film documentaire américain réalisé par Errol Morris, sorti en 2008.

## Synopsis
Ce documentaire traite des photographies prises par des soldats américains dans la prison d'Abou Ghraib en 2003, qui ont révélé les abus et les tortures infligés aux prisonniers par les soldats américains.

## Fiche technique
- Titre français : Standard Operating Procedure
- Réalisation : Errol Morris
- Musique : Danny Elfman
- Pays d'origine : États-Unis
- Format : Couleurs - 35 mm - 2,35:1 - Dolby Digital
- Genre : documentaire, guerre
- Durée : 116 minutes
- Date de sortie : 2008